# 項鱗吻鰕虎魚
項鱗吻鰕虎魚（学名：Rhinogobius cervicosguamus）为鰕虎魚科吻鰕虎魚屬的鱼类。在中国，分布于海南等，屬于暖水性底层鱼类。其多见于淡水河川中。

## 扩展阅读
維基物種上的相關：項鱗吻鰕虎魚